# Bendungan (Pagaden Barat)
Bendungan is een bestuurslaag in het regentschap Subang van de provincie West-Java, Indonesië. Bendungan telt 2842 inwoners (volkstelling 2010).